# Luitpold Znojemski
Luitpold Znojemski, Lupold, Lutold, czes. Litold, (zm. 15 marca 1112) – pochodzący z czeskiej dynastii Przemyślidów książę morawski na Znojmie 1092–1099 oraz 1101–1112.
Syn księcia czeskiego Konrada I i Wirpirki, brat Oldrzycha księcia morawskiego. Jego żoną była Ida (Uda) córka Leopolda II margrabiego Austrii z dynastii Babenbergów, zmarła w 1115 r. 
Ich jedynym synem był Konrad II Znojemski (zm. po 1161)